# 約翰·曼
約翰·曼（John Mann，1960年1月10日—）是一位英格蘭政治人物，他的黨籍是工黨。自2001年開始，他擔任巴西特勞選區選出的英國下議院議員。他畢業於曼徹斯特大學，主修經濟。